# Пациків 2
 Заповідне урочище «Пациків» (втрачене) було оголошене рішенням Івано-Франківського Облвиконкому  №128 від 19 липня 1988 року на землях Біло-/Мало-Турянського лісництва (квартал 20 вид 29).

## Характеристика
Площа – 1,8 га.

## Скасування
Станом на 1.01.2016 року об'єкт не міститься в офіційних переліках територій та об'єктів природно-заповідного фонду, оприлюднених на Єдиному державному вебпорталі відкритих даних http://data.gov.ua/.
Проте ані в Міністерстві екології та природних ресурсів України, ані у Департаменті екології та природних ресурсів Івано-Франківської обласної державної адміністрації відсутня інформація про те, коли і яким саме рішенням було скасовано заповідний статус даного об'єкту природно-заповідного фонду.
Таким чином, причина та дата скасування на сьогодні не відома. Вся інформація про створення об'єкту взята із текстів зазначених у статті рішень обласної ради, що надані Державним управлянням екології та природних ресурсів Івано-Франківської області Всеукраїнській громадській організації «Національний екологічний центр України».
Відповідно до листа Міністерства екології та природних ресурсів України №9-04/18-16 від 11.01.2016 року "Щодо надання роз'яснення", з якого слідує, що вся інформація про установи природно-заповідного фонду є відкритою.